# Bosanka
Bosanka és una muntanya al nord-est de Dubrovnik, (Croàcia) a la que s'arriba per carretera. Té a la vora un restaurant i prop del cim una ermita anomenada Sveti Spas. La seva altura és de 264 metres, i està darrere del barri de Ploče.